# Сауґа (волость)
Са́уґа (ест. Sauga vald) — волость в Естонії, адміністративна одиниця повіту Пярнумаа.

## Географічні дані
Площа волості — 164,8 км2, чисельність населення на 1 січня 2015 року становила 4459 осіб.

## Населені пункти
Адміністративний центр — селище Сауґа (ест. Sauga alevik).
На території волості також розташовані 10 сіл (ест. küla):
Вайну (Vainu), Еаметса (Eametsa), Кійза (Kiisa), Кілксама (Kilksama), Нурме (Nurme), Пуллі (Pulli), Ряеґу (Räägu), Рютавере (Rütavere), Таммісте (Tammiste), Урґе (Urge).

## Історія
24 жовтня 1991 року Сауґаська сільська рада була перетворена на волость.